# Yohio
Kevin Johio Lucas Rehn Eires, conosciuto con il nome d'arte di Yohio (stilizzato in YOHIO) (Sundsvall, 12 luglio 1995), è un cantautore svedese.
Si presenta sul palco spesso vestito da lolita e in genere con un'apparenza androgina. È stato membro del gruppo svedese dei Seremedy, scioltosi nel 2013. Successivamente ha pubblicato due album da solista, il primo dei quali, Break the Border, ha raggiunto il primo posto nella classifica svedese ottenendo il disco d'oro.
Ha partecipato al Melodifestivalen sia nel 2013 che nel 2014, arrivando in finale in entrambe le occasioni.

## Biografia
È figlio di Tommy Rehn dei Corroded e Johanna Eires. Si è interessato sin da giovane alla cultura giapponese e dell'arte visual kei. Parla la lingua giapponese e nel paese del sol levante ha ottenuto un discreto successo commerciale, dove i suoi dischi sono distribuiti da Universal Music Japan.

## Discografia

### Album
| Anno | Titolo | Posizione raggiunta | Certificazione |
| Anno | Titolo | SWE                 | Certificazione |
| ---- | --- | ------------------- | -------------- |
| 2013 | Break the Border - Data pubblicazione: - 27 marzo 2013 (Svezia) 24 aprile 2013 (Giappone) - Etichetta: Ninetone/Universal | 1                   | Oro            |
| 2013 | Break the Border Platinum Edition - Data pubblicazione: - giugno 2013 (Svezia) - Etichetta: Ninetone/Universal            | 8                   |                |
| 2014 | Together We Stand Alone - Release date: - 19 marzo 2014 (Sweden) - Record label: Ninetone/Universal                       | 1                   |                |

### EPs
| Anno | Titolo                                                                  | Posizione raggiunta | Certificazione |
| Anno | Titolo                                                                  | JPN                 | Certificazione |
| ---- | ----------------------------------------------------------------------- | ------------------- | -------------- |
| 2012 | Reach the Sky / リーチ・ザ・スカイ - Data pubblicazione: 25 aprile 2012 | 82                  |                |

### Singoli
| Anno | Titolo           | Posizione raggiunta | Certificazione | Album di provenienza    |
| Anno | Titolo           | SWE                 | Certificazione | Album di provenienza    |
| ---- | ---------------- | ------------------- | -------------- | ----------------------- |
| 2013 | Heartbreak Hotel | 8                   |                | Break the Border        |
| 2014 | To the End       | 38                  |                | Together We Stand Alone |